# Owl Creek
Owl Creek is een plaats (census-designated place) in de Amerikaanse staat Wyoming, en valt bestuurlijk gezien onder Hot Springs County.

## Demografie
Bij de volkstelling in 2000 werd het aantal inwoners vastgesteld op 11.

## Geografie
Volgens het United States Census Bureau beslaat de plaats een oppervlakte van
16,8 km², geheel bestaande uit land.

## Plaatsen in de nabije omgeving
De onderstaande figuur toont nabijgelegen plaatsen in een straal van 76 km rond Owl Creek.